# Banff (Schotland)
Banff is een plaats in het Schotse bestuurlijke gebied Aberdeenshire. Banff ligt aan de Noordzee, aan de Banff Bay. Het ligt aan de westoever van de monding van de Deveron. Aan de overkant ligt Macduff op de oostoever. Het is een voormalige Royal Burgh en het was vroeger de hoofdplaats van het graafschap Banffshire.
Ten zuiden van Banff ligt Duff House.
De Canadese plaats Banff en het gelijknamige nationaal park zijn vernoemd naar Banff in Schotland.

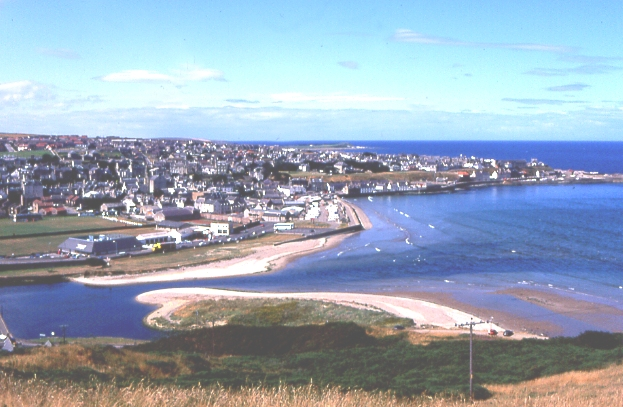
Banff
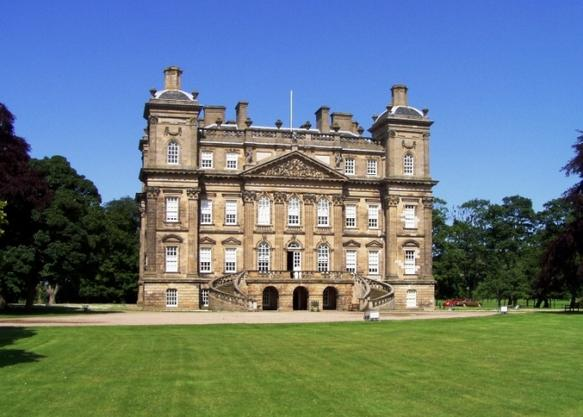
Duff House
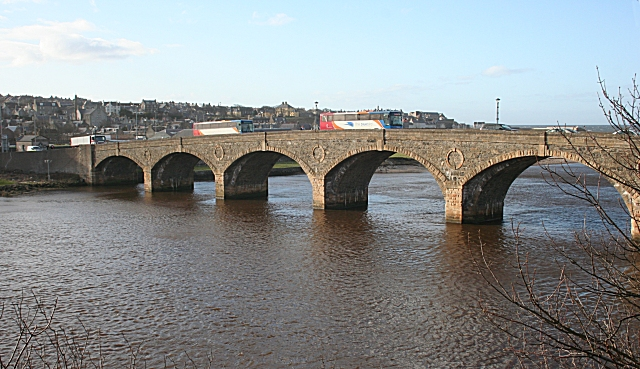
Brug bij Banff